# Ercole Marelli
Ercole Marelli (Milano, 19 maggio 1867 – Tremezzina, 28 agosto 1922) è stato un imprenditore e mecenate italiano.

## Biografia
Marelli nacque a Milano il 19 maggio 1867, da Ferdinando, artigiano, e Antonietta Molgora, provenienti dal Comasco. A quindici anni, dopo aver terminato gli studi di base, iniziò a lavorare come stereotipista e poi come apprendista meccanico presso una piccola officina meccanica, del cui titolare fu anche aiutante preparatore del gabinetto di fisica del Liceo Beccaria. Frequentò i corsi serali di elettrotecnica alla Società di incoraggiamento arti e mestieri (SIAM), dove conseguì il diploma.
Nel 1882, grazie all'interessamento di un suo docente al SIAM, venne presentato a Bartolomeo Cabella, direttore della Tecnomasio Italiano Brown Boveri e assunto come meccanico per strumenti di misura e per lavori elettrici applicati all'illuminazione. Cabella offrì a Marelli la possibilità di perfezionare le sue conoscenze tecniche e di assumere incarichi direttivi nelle svolgimento delle commesse che il Tecnomasio ottenne in quegli anni sia in Italia che all'estero. Per questa ragione, nell’ottobre del 1888, per conto di Cabella, si recò in Paraguay, rimanendovi per due anni. Ad Asunción nel 1890, appena ventenne montò e mise in funzione un impianto elettrico per lo stabilimento Concha Sociedad, dotato di cento lampade a incandescenza e di diciannove fari ad arco da mille candele, che servirono in parte anche per illuminare alcune vie e il teatro principale della città.
Nel 1891 fece ritorno in Italia, dove aprì un proprio laboratorio, in via Ausonio, nel centro di Milano, e costituì così la ditta Ercole Marelli & C.. L'attività, che consisteva nella fabbricazione di apparecchi elettromeccanici ed elettromedicali, registrò un importante successo di vendite, e nel 1893 vi fece ingresso un nuovo socio, il ragionier Luigi Gorla, ed a seguito di ciò la ditta cambiò ragione sociale in Luigi Gorla & C., con capitale sociale di lire 8.000, ed attività spostata una in più ampia officina in via Quadronno 11. Nel 1894, entrò un altro socio, l'ingegner Folli, con cui la ditta assunse la nuova denominazione Gorla & C., ma la società si sciolse poco dopo.
Marelli ripartì con una nuova ditta individuale nel 1895, la Ercole Marelli, che tre anni più tardi, nel 1898, avviò la produzione dei ventilatori per uso domestico. Divenuta società in accomandita semplice nel 1900, si espanse rapidamente per tutto il periodo compreso tra le due guerre mondiali, crebbe nel numero di addetti e sul piano finanziario, furono aperti altri stabilimenti, e le esportazioni all'estero rappresentavano la metà del suo fatturato. Affermatasi come grossa realtà industriale nazionale, nel 1919 fu creata la Società Anonima Ercole Marelli, di cui il Marelli assunse il 72% delle azioni e il rimanente 28% fu sottoscritto da Antonio Stefano Benni, un suo dipendente, che egli chiamava il suo «figliolo di lavoro». Nello stesso anno, fu costituita la consociata Magneti Marelli, per la costruzione di magneti per automobili, la cui direzione affidò al genero Bruno Antonio Quintavalle, marito della figlia Paola.
Il Marelli morì a Tremezzo, in provincia di Como, il 28 agosto 1922 al'età di 55 anni, dopo essersi ammalato di tubercolosi. In seguito fu proprio Benni a prendere in mano le redini dell'azienda, che mantenne nei fatti – nonostante le dimissioni formali in occasione della nomina a ministro delle Comunicazioni, nel 1935 – fino alla morte, avvenuta nel 1945.
Il Benni era stato designato come suo successore alla conduzione dell'azienda dallo stesso Marelli quando era ancora in vita, poiché il figlio primogenito di questi, Ferdinando, appassionato di speleologia, nel 1916 perse la vita ad appena 19 anni assieme ad un suo coetaneo, precipitando, durante un'esplorazione, nel vuoto in una grotta con 530 metri di profondità, in località Campo dei Fiori, nei pressi di Varese, oggi denominata in suo onore Grotta Marelli.

### Vita privata
Ercole Marelli fu sposato con Maddalena Bressanini, di estrazione proletaria, da cui ebbe i figli  Paola, Ferdinando, Fermo e Sara.

### Mecenatismo
Marelli per tutta la sua vita elargì denaro alla Società di incoraggiamento arti e mestieri di Milano, dove si formò, ed investì molte risorse nella formazione professionale. Patrocinò inoltre molte attività e iniziative che si tennero a Milano a inizio Novecento.

### Archivio
La documentazione prodotta da Ercole Marelli nel corso della propria attività imprenditoriale è conservata in parte presso la Fondazione ISEC di Sesto San Giovanni, nel fondo Ercole Marelli (estremi cronologici:1896-1986), ed in parte presso l'Archivio storico Magneti Marelli (estremi cronologici: 1919-2000). Quest'ultimo raccoglie un importantissimo patrimonio documentario per la storia dell’industria negli ambiti degli autoveicoli, delle telecomunicazioni, della radio e della televisione, prodotto dall'azienda in oltre novanta anni di attività. La missione dell’Archivio storico consiste nella raccolta, conservazione e valorizzazione della memoria storica della Magneti Marelli e dei marchi che ne fanno parte, tra i quali spiccano Weber e Solex, Veglia Borletti e Jaeger, Carello e Siem.
Il materiale storico conservato copre un’epoca che va dalla fine del sec. XIX al 2000 ed è costituito da un settore relativo all’immagine e alla comunicazione, con circa 20.000 immagini, 500 filmati e oltre 2000 pezzi tra riviste aziendali, brochure, pubblicità e rassegne stampa; un settore tecnico con oltre 1.000 tra cataloghi prodotto, manuali e disegni tecnici; un archivio del personale che conserva libri matricola, relazioni, e bilanci aziendali.